# Horben TG
| TG ist das Kürzel für den Kanton Thurgau in der Schweiz. Es wird verwendet, um Verwechslungen mit anderen Einträgen des Namens Horben zu vermeiden. |

Das südwestlich von Sirnach gelegene Horben war eine Ortsgemeinde und ein Dorf und ist heute ein Ortsteil der Gemeinde Sirnach im Bezirk Münchwilen des Schweizer Kantons Thurgau.

## Geographie

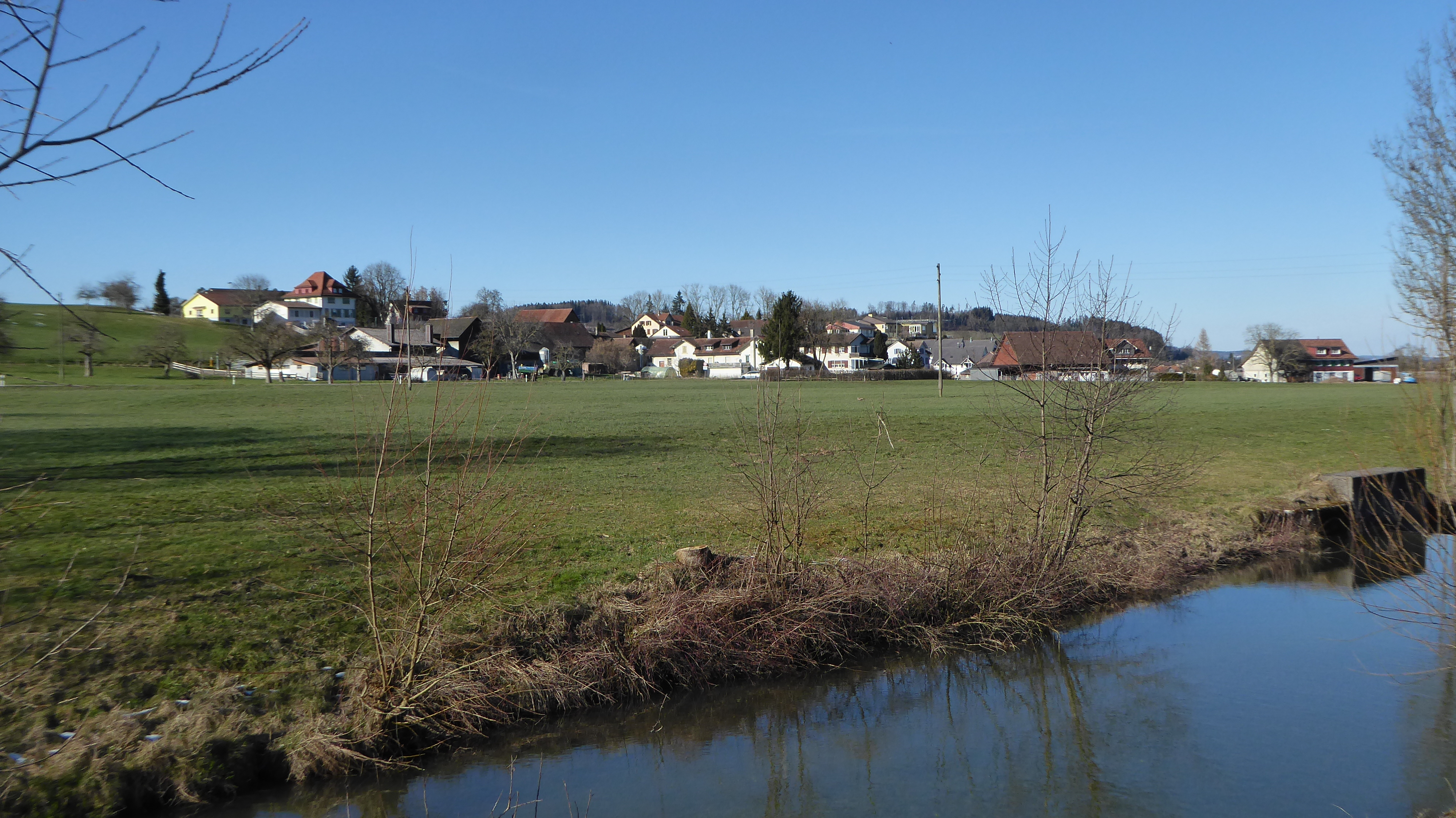
Horben, vorne das Ufer der Murg

Horben liegt abseits der Verkehrswege kurz vor Sirnach links der Murg.
Horben bildete mit den Weilern Hurnen, Riethof und Than von 1812 bis 1996 eine Ortsgemeinde der Munizipalgemeinde Sirnach. Seit 1997 gehört der Ort Horben zur politischen Gemeinde Sirnach und die Weiler Hurnen, Riethof und Than zur politischen Gemeinde Eschlikon.

## Geschichte

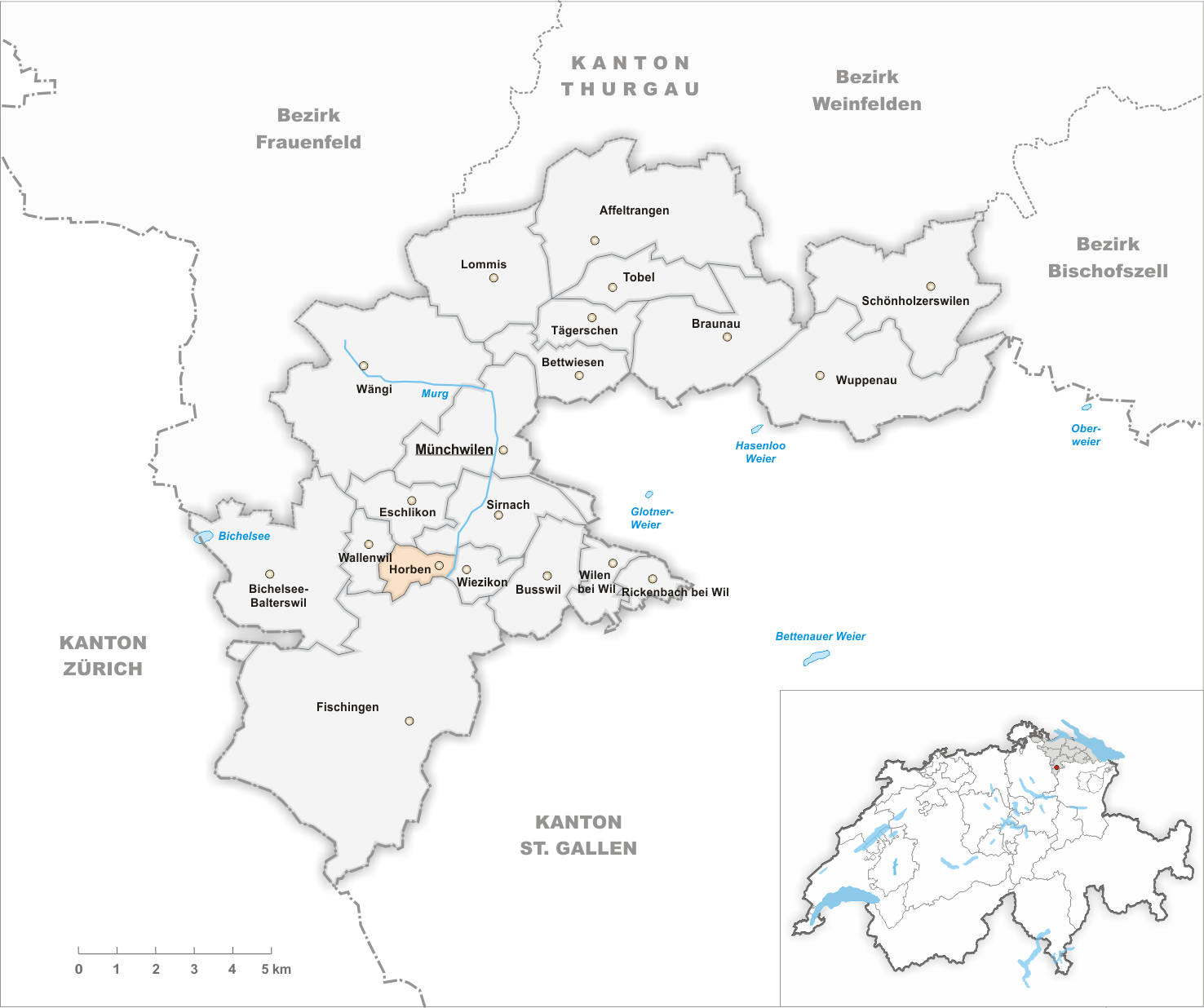
Gemeindestand vor der Fusion im Jahr 1997

Der Flurname Horben stammt wahrscheinlich von mittelhochdeutsch horb „Sumpf, Moorland“. Horben zählte zum Tannegger Amt, das von 1693 bis 1798 im Besitz des Klosters Fischingen war. Kirchlich gehörte das mehrheitlich reformierte Horben stets zu Sirnach.
Im 19. Jahrhundert wurde der Ackerbau von Viehzucht, Milchwirtschaft und Obstbau abgelöst. 1865 wurde eine Sennereigesellschaft gegründet. Während im 19. Jahrhundert die Weberei verbreitet war, brachte um 1900 die Stickerei den Kleinbauern wichtigen Zusatzverdienst.
Obwohl in jüngerer Zeit in Horben Einfamilienhäuser entstanden sind, hat das Dorf seinen Charakter als Bauerndorf bis heute bewahrt.

## Bevölkerung
| Jahr         | 1850  | 1900  | 1950  | 1990  | 2000  | 2010  | 2018  |
| Ortsgemeinde | 208   | 194   | 215   | 214   |       |       |       |
| Ortschaft    |       |       |       |       | 91    | 54    | 40    |
| Quelle       | [ 2 ] | [ 2 ] | [ 2 ] | [ 2 ] | [ 4 ] | [ 5 ] | [ 6 ] |